# Cirsium furiens
Cirsium furiens là một loài thực vật có hoa trong họ Cúc. Loài này được Griseb. & Schenk mô tả khoa học đầu tiên năm 1852.